# Kahil
Kahil (arab. كحيل) – miejscowość w Syrii, w muhafazie Dara. W 2004 roku liczyła 3728 mieszkańców.